# スパトラディット・ディッサクン
モムチャオ＝スパトラディット・ディッサクン（ディスクンとも、タイ語: หม่อมเจ้าสุภัทรดิศ ดิศกุล、1923年11月23日 - 2003年11月6日）は、タイの考古学者、美術史学者である。国賓がタイに訪れた際には、ワット・プラケーオおよび王宮のガイドをつとめるなど歴史にも造詣が深かった。

## 略歴
ダムロン親王のチューム婦人（プラヤー・ウタイモントリーの娘）との間にダムロンの32番目の息子として生まれる。
ワチラーウットウィッタヤーライ学校、トリアムウドムスックサー学校で中等教育を受けた後、1943年チュラーロンコーン大学卒業。在学中は言語学を専攻した。1947年、文部省芸術局古文書課長、ダムロン図書館課長。1948年、イギリスへ渡り考古学を学び、1951年、フランス・パリのルーブル美術館付属のエコール・ドゥ・ルーブルで考古学と歴史学を学び、キュレータ資格を取得。その後、ロンドン大学で考古学博士の号を取得した。
1958年、オーラピン・インタラトゥーンと結婚、その後4子をもうけた。
1964年からシラパコーン大学考古学部教授兼学部長。1976年から1981年まで、同大学大学院研究科長。1982年から1986年まで同大学学長。シラパコーン大学内に「モムチャオ＝スパトラディット・ディッサクン教授図書館」が設置された。
2003年、死去。

## 受賞歴
- 1984年 - 白象最高位騎士大綬章受章[4]
- 1994年 - チュラチョムクラオ一等勲章受章[4]、福岡アジア文化賞大賞受賞[4]。